# Hippolog
Hippologer arbetar professionellt med hästar, framförallt som ridlärare, stallchef, lärare på naturbruksgymnasier eller som tränare. Hippologprogrammet är Sveriges enda universitetsutbildning inom hästhållning.. Programmet omfattar 180 högskolepoäng och leder till en kandidatexamen med huvudområdet hippologi. Utbildningen finns med tre inriktningar, travhäst, islandshäst eller ridhäst och ges vid Hästnäringens tre riksanläggningar Flyinge kungsgård, Ridskolan Strömsholm och Travskolan Wången.